# Ком-Омбо
Ком-О́мбо (араб. كوم أمبو‎, егип. Nbwt, Nbjt (Нубет или Небит), копт. ⲉⲙⲃⲱ, ⲛⲃⲱ, др.-греч. Ὄμβοι) — город на восточном берегу Нила в 50 км севернее Асуана и в 150 км от Луксора. Первоначально именовался Нубет, что переводится «Город золота» (не путать с одноимённым городом севернее Нагада). Современное арабское название города происходит из коптского и в переводе означает «холм Омбо». Известен благодаря храму с двойным культом, восстановленному в эпоху Птолемеев.

## География

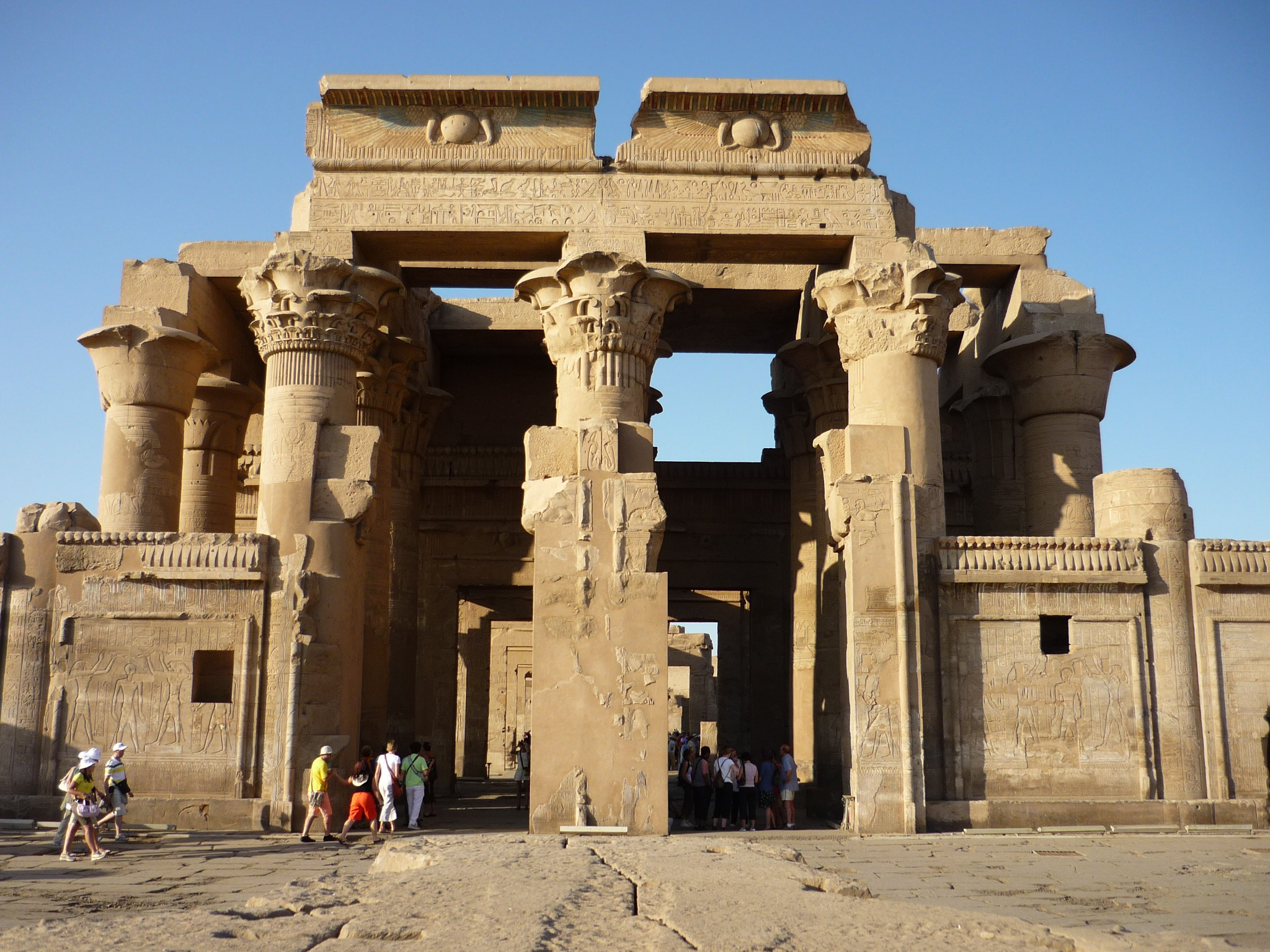
Храм Ком-Омбо

Ком Омбо располагается на юге Египта в 55 км севернее озера Насер и по административному делению причисляется к мухафазе Асуан. Орошаемые водами Нила 12000 га земли используются в сельском хозяйстве преимущественно для выращивания сахарного тростника и хлопка. Территория на востоке граничит с Арабской пустыней, на западе — с Ливийской пустыней. В 270 км южнее проходит граница с Суданом; Красное море — 200 км восточнее. Ком Омбо связан железнодорожным сообщением с Луксором и Асуаном, где построен международный аэропорт. Трасса связывает Ком Омбо с административным центром и через восточный берег Нила ведёт на юг. Важной транспортной артерией для Ком Омбо остаётся Нил, на берегах которого осуществляются транспортные перевозки и в непосредственной близости от храмовых комплексов отправляются туристические лодки в Луксор и Асуан.
Классификация климатов Кёппена характеризует местный климат, как жаркая пустыня (BWh).

## История

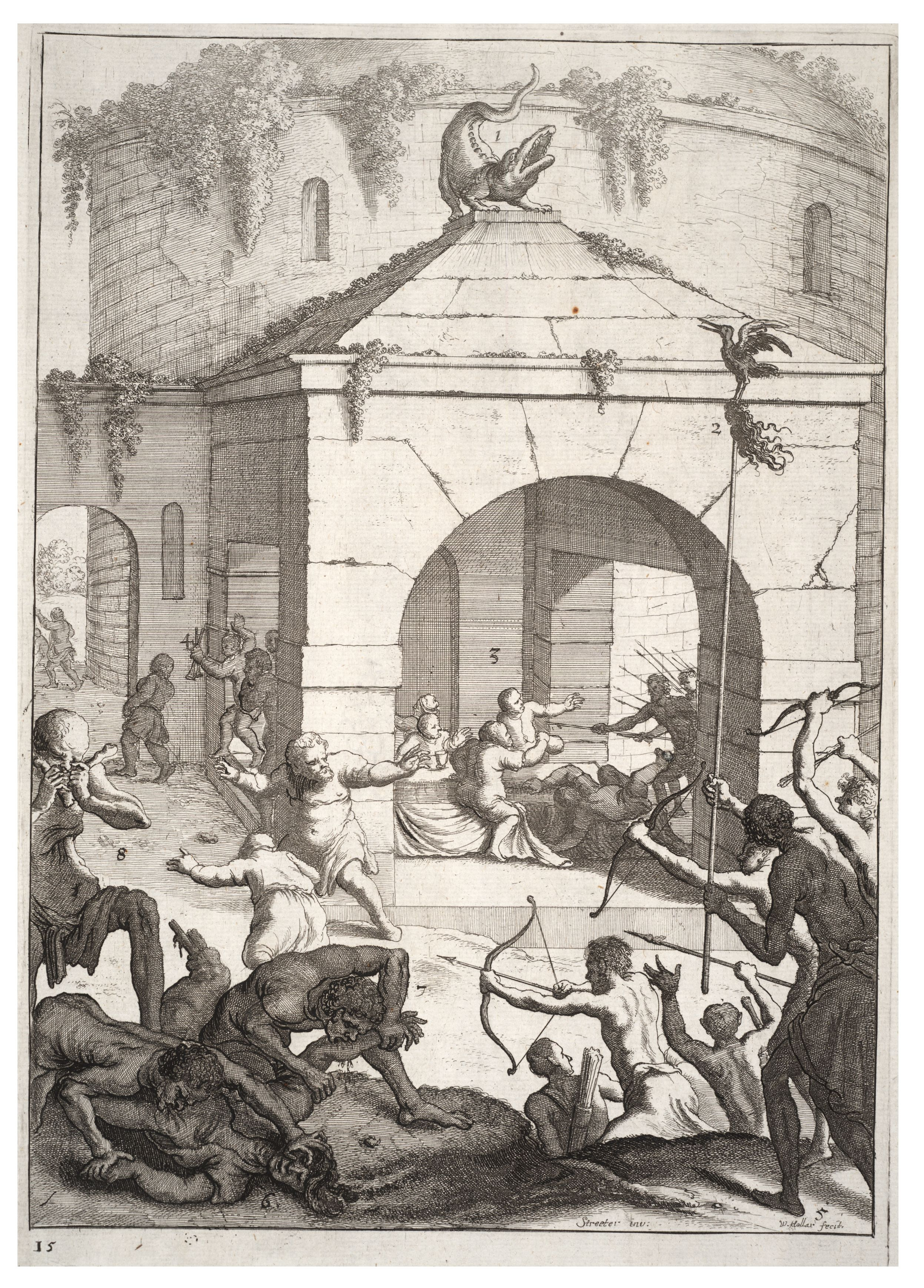
Вацлав Холлар — Бой между жителями Омба и Тентира (рисунок мелом). ок. 1700 г.

В Древнем Египте Ком Омбо именовался Нубет и был столицей пятого нома Харауи (Harawî). Под таким именем местность впервые упоминается в Первый переходный период. К Среднему царству относятся лишь пара декорированных усыпальниц.
В античный период город на восточном берегу Нила входил в состав области Фиваида и был столицей нома Омбитес. Располагаясь среди крутых и узких песчаников, город в древности был немногочислен, так как скудные, бесплодные берега едва удобрялись разливами Нила. Город славился великолепными храмами и соперничал в этом с городом Дендера (древнее название Тентира). Противостояние этих двух городов упоминает в своей 15 сатире Ювенал. Он описал бой, которому стал свидетелем, между опьянёнными жителями Омбо и Дендер. Автор обвиняет последних в каннибализме:

При наступлении тех, что в Тентире живут, по соседству

С пальмовой тенью, бежать пустились поспешно омбиты.

Падает кто-то из них, убегающий в крайнем испуге,

Пал кувырком — и в плену! Тут его разрубают на части:

Много кусков, чтоб его одного хватило на многих, —

И победители съели его, обглодали все кости,

Даже в кипящем котле не сварив.

Ювенал представлял города ближе, чем Ком-Омбо и Дендеры располагаются в действительности.

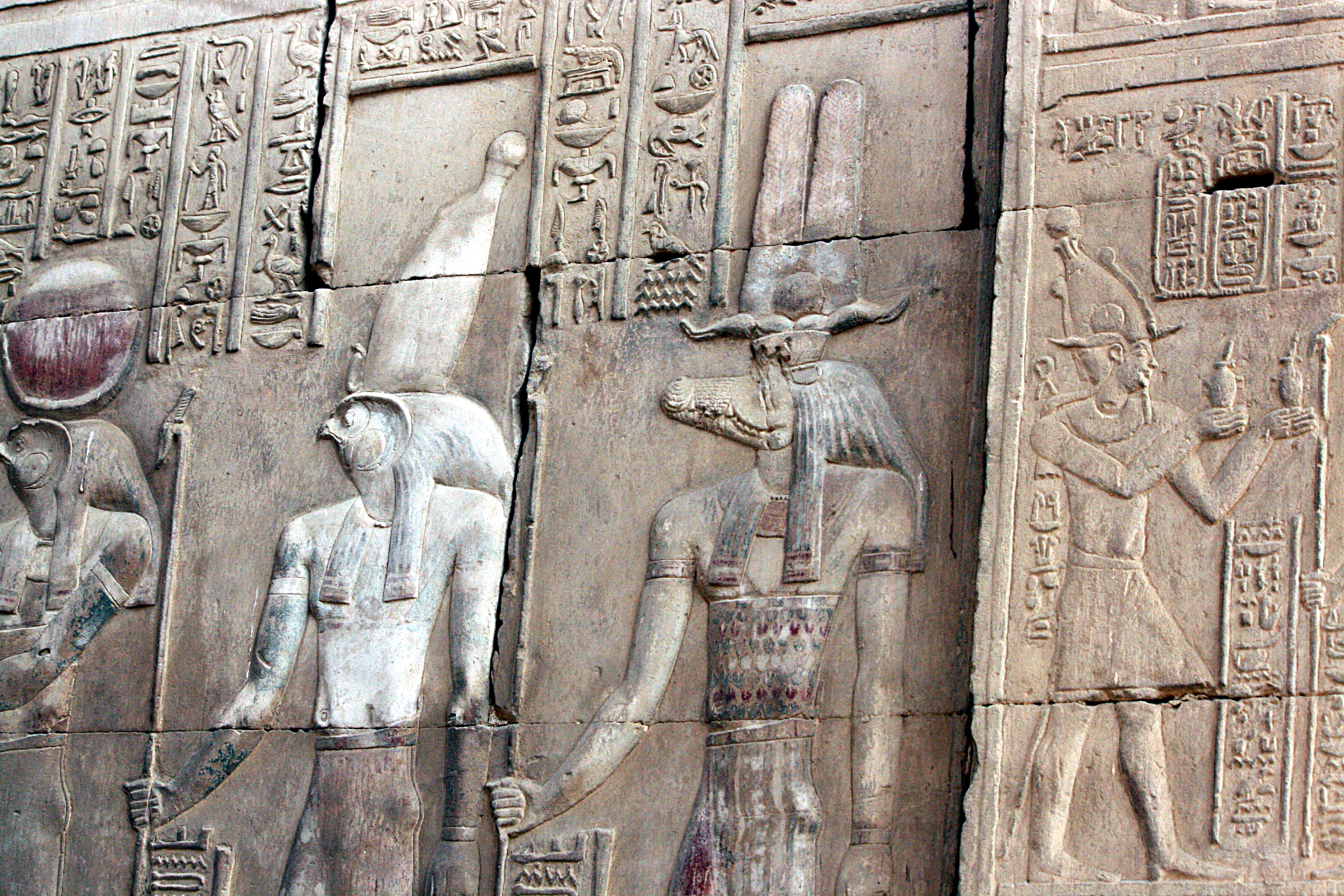
Изображение Гора и Себека на стене храма в Ком-Омбо

### Храм
В эпоху Птолемеев в Ком-Омбо были возведены два храма из камня, добытого в карьерах Хаджар-селселех. На песчаном холме возвышался большой Пантеон, согласно сохранившимся записям, посвящённый Аполлону и прочим богам нома. К северо-западу располагался меньший храм в честь Исиды. Они и сегодня поражают своим великолепием и сохранившимися на стенах красочными росписями.
Птолемей VI Филометор (180—145 г. до. н. э.) начал здесь строительство необычного объединённого храма, предположительно на месте культовых строений XII, XVIII и XIX династий. Одна кирпичная стена была сложена ещё при Тутмосе III в честь бога Себека. Фараон изображён с измерительной тростью и долотом — символами строительства. Декорирование храма было закончено только во II—III веках нашей эры. Одно крыло храма посвящено Себеку, богу воды и разлива Нила, почитавшемуся в облике крокодила; другое — сокологоловому богу Гору. Он почитался как глава триады, в которую входила также его жена, богиня Тасенетнофрет, и их сын, бог Панебтауи. Другая божественная триада Ком-Омбо состояла из Себека, его жены Хатхор и их сына Хонсу. На карнизе одного из входов с именами Птолемея VI Филометора и его супруги Клеопатры II стоит надпись на греческом, свидетельствующая о воздвижении, либо о реконструкции храма.

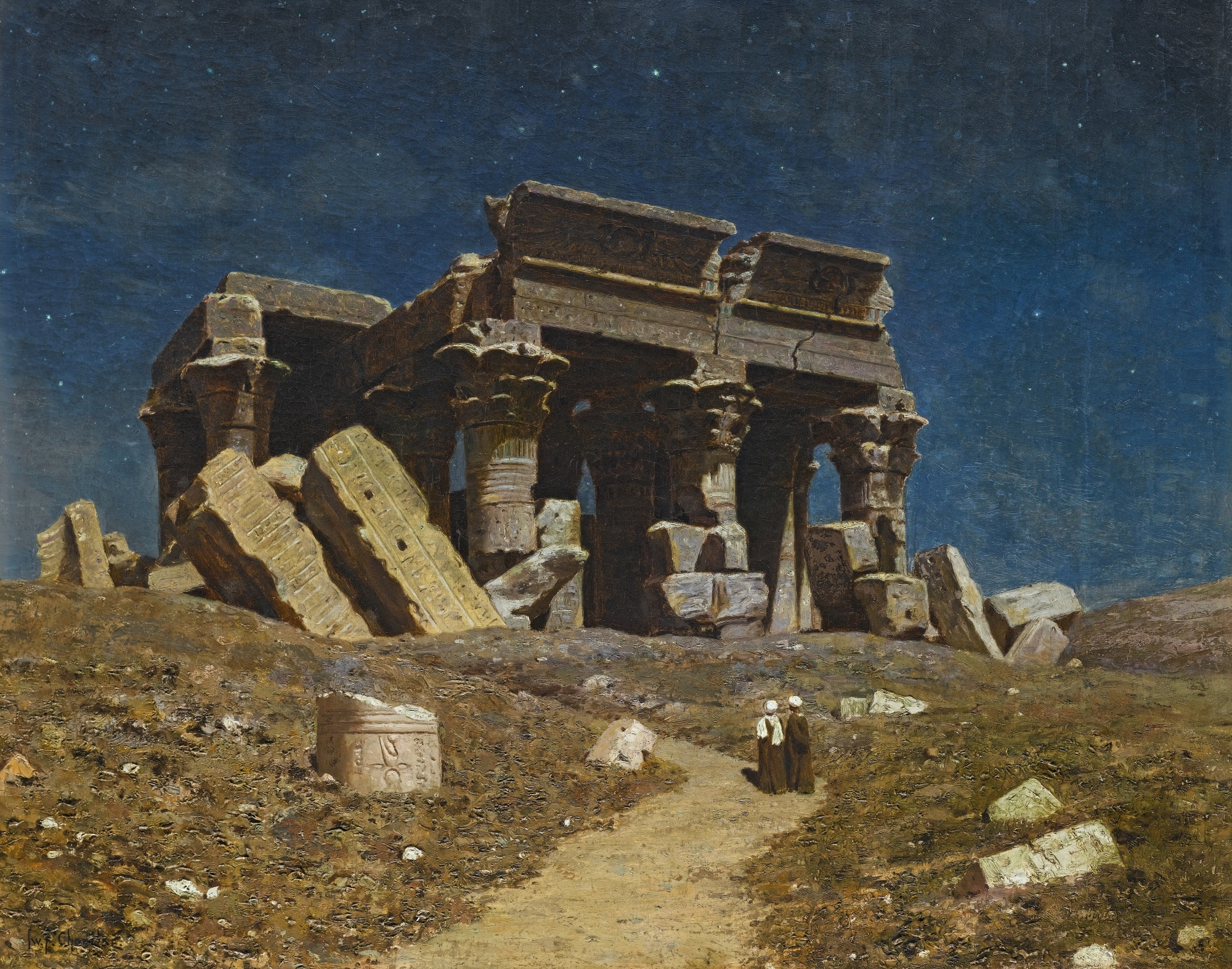
Иван Фёдорович Шульце — Разрушенный храм Ком Омбо, Египет.

В передней части храма находилось небольшое святилище Хатхор. Здесь в январе 2012 года открылся музей, где выставлены мумии крокодилов, обнаруженные в погребениях неподалёку. Эти животные весьма почитались древними жителями города и на монетах нома Омбитес римского периода изображался крокодил или голова бога Себека.
На храмовой территории два ниломера, служившие для замера уровня воды в реке.
Холм, на котором стоят храмы, был значительно подмыт рекой. Разрушению также поспособствовали землетрясения и более поздние «строители», использовавшие храм в качестве каменоломни для добычи строительных материалов. Долгое время руины наполовину утопали в песке, но в 1893 году Жак де Морган очистил и восстановил древний храм. Тем не менее, рельефы всё ещё сохраняют свою полихромную раскраску. Вплоть до середины XIX века перед входом в храм располагался маммиси Птолемея VIII.

## Город сегодня

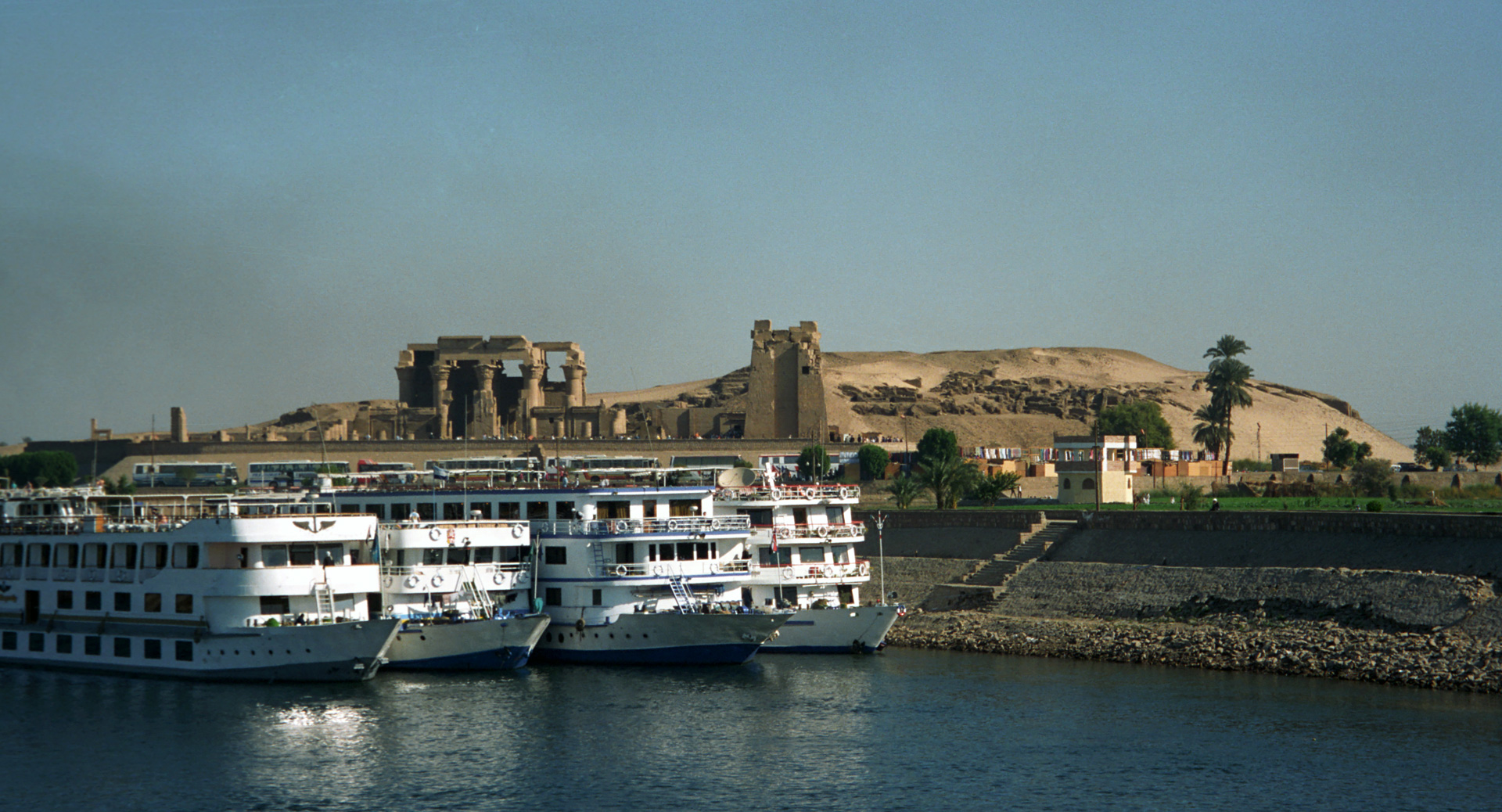
Туристические теплоходы у храма в Ком-Омбо

Большинство жителей являются египтянами, также в городе проживает довольно много нубийцев. В 1963—1965 годах многих нубийцев расселили по деревням в районе Ком-Омбо с территории, прилегающей к озеру Насер, из-за подъёма уровня воды, вызванной строительством Асуанской плотины. Новые поселения получили названия затопленных деревень: Калабша, Амада, Абу Симбел.
В 2010 году правительство Египта дало разрешение на строительство крупной солнечной электростанции в окрестностях города.

В 8 километрах от Ком Омбо располагается деревушка Дарау (Daraw), где находится крупнейший в Египте рынок верблюдов.

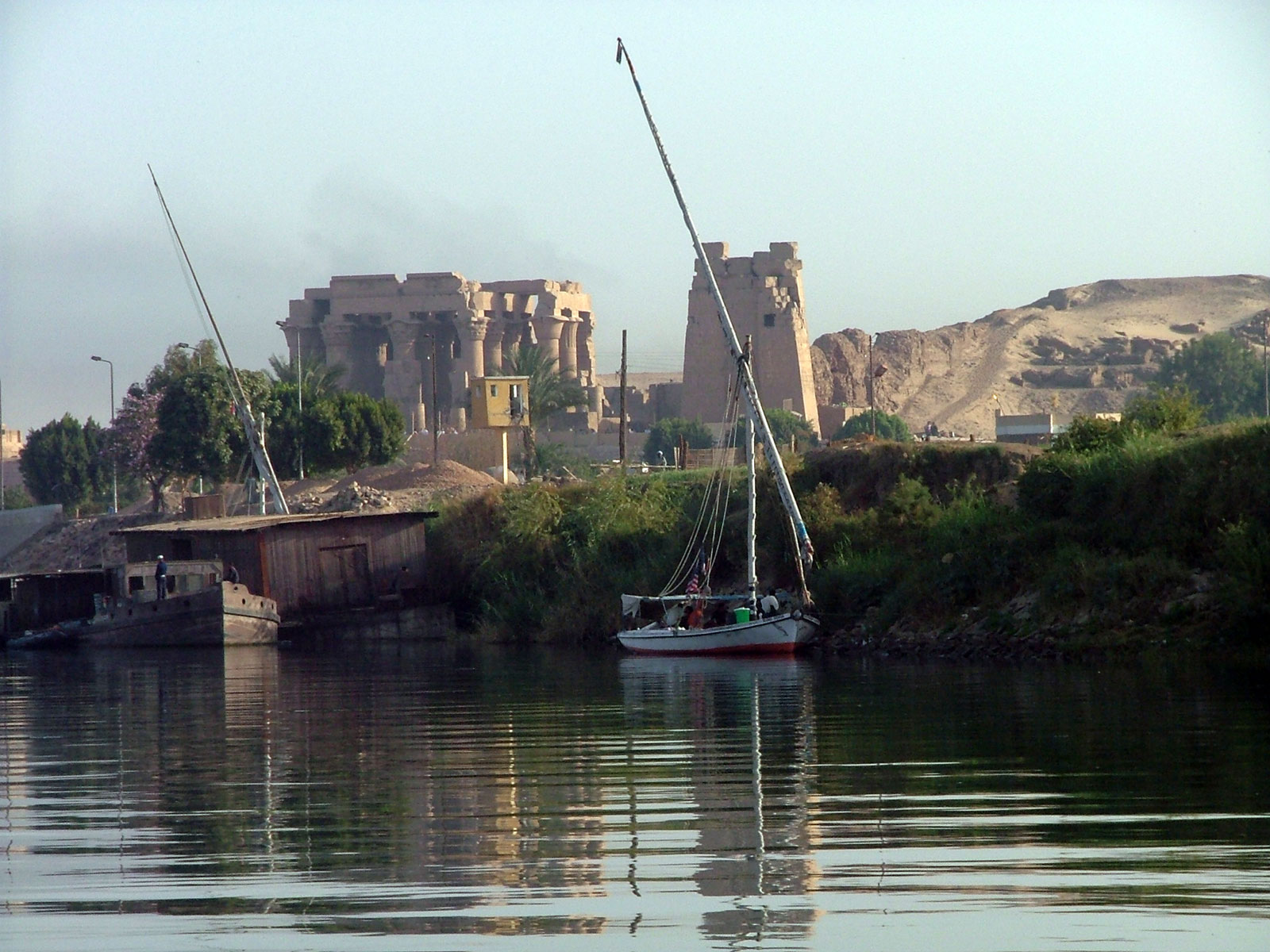
Ком-Омбо. Вид на Нил
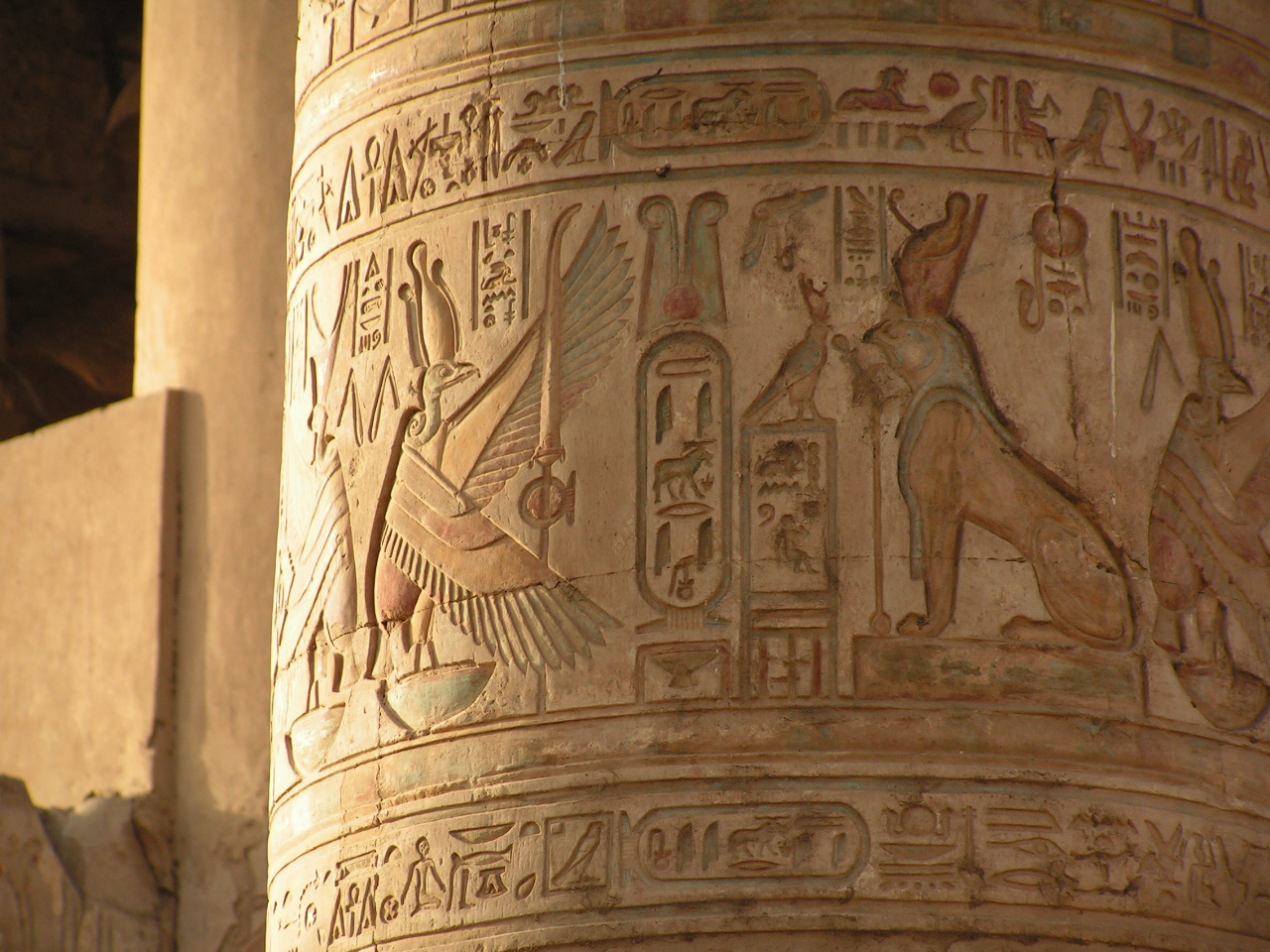
Деталь колонны с картушем Тиберия.
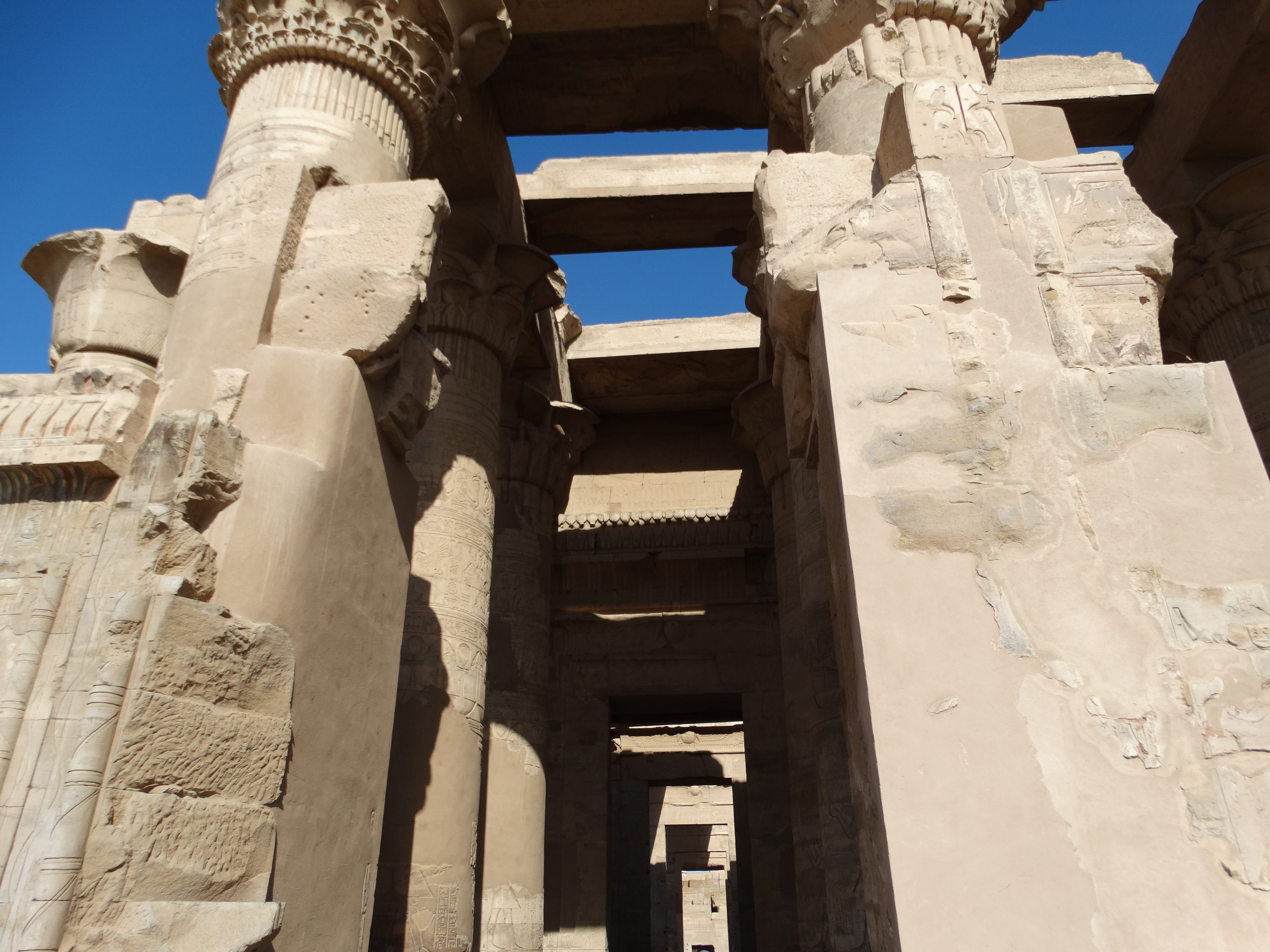
Общий вид развалин
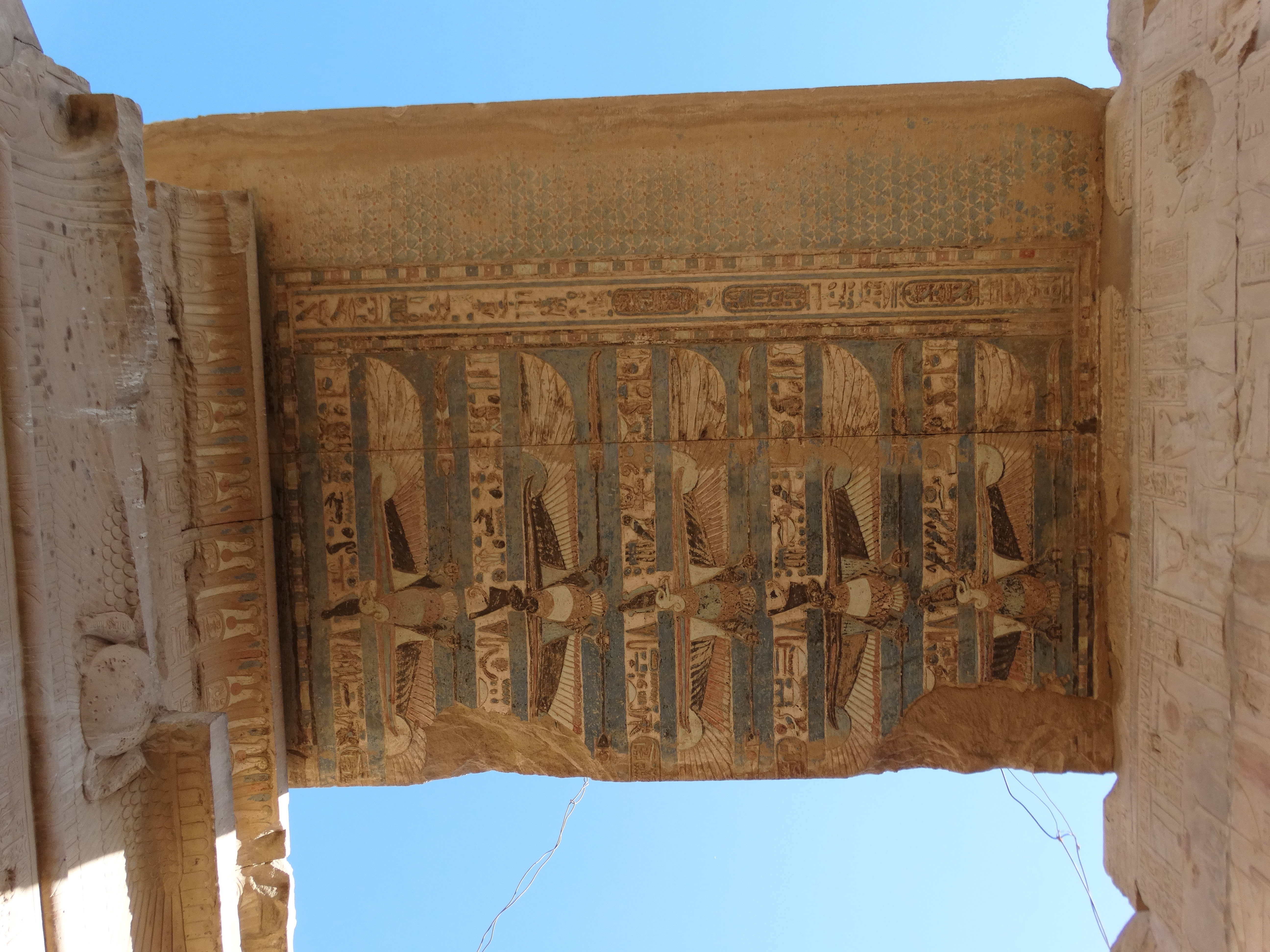
Деталь перекрытия с прекрасно сохранившимся барельефом
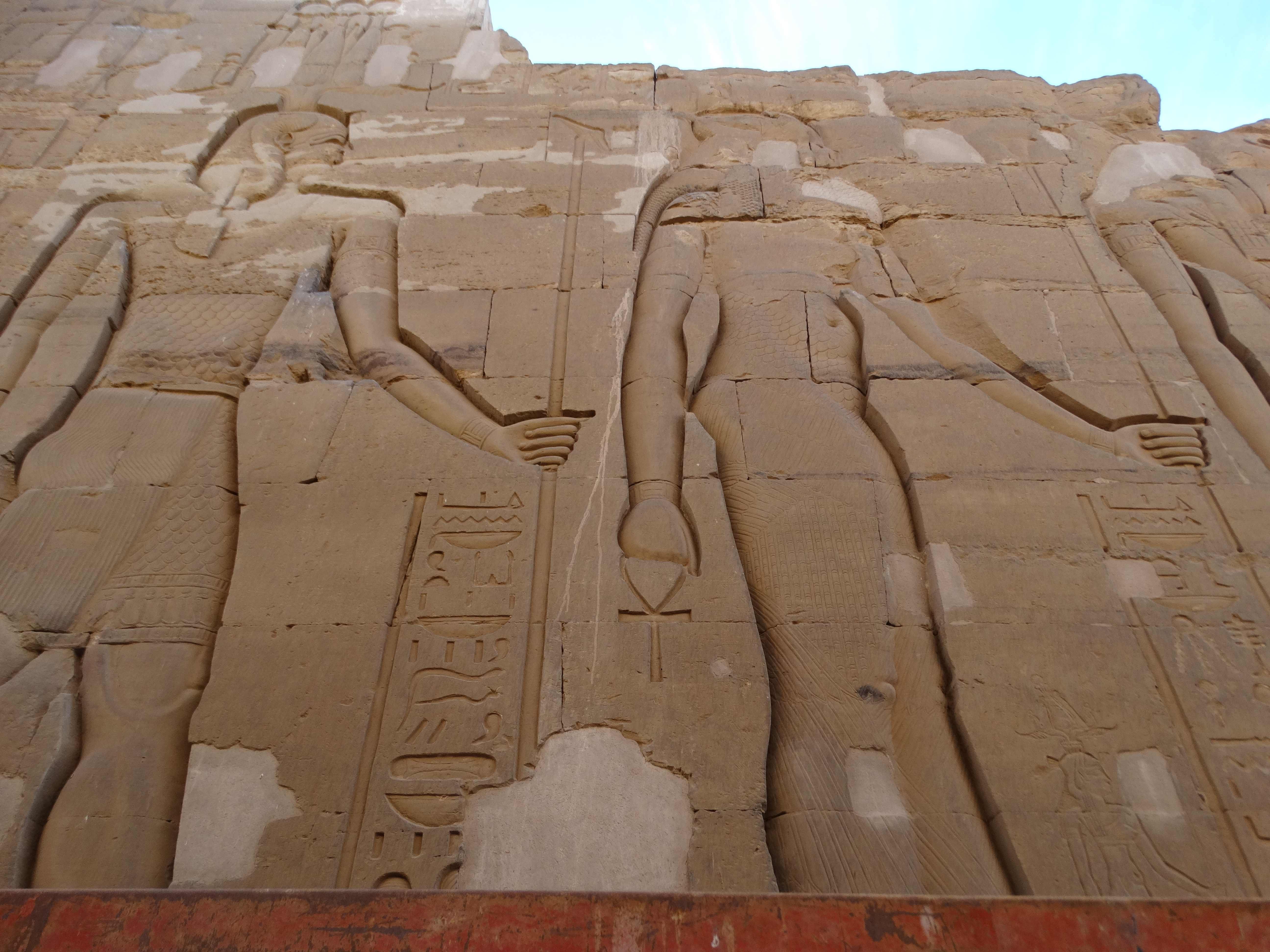
Гигантский барельеф на пилоне
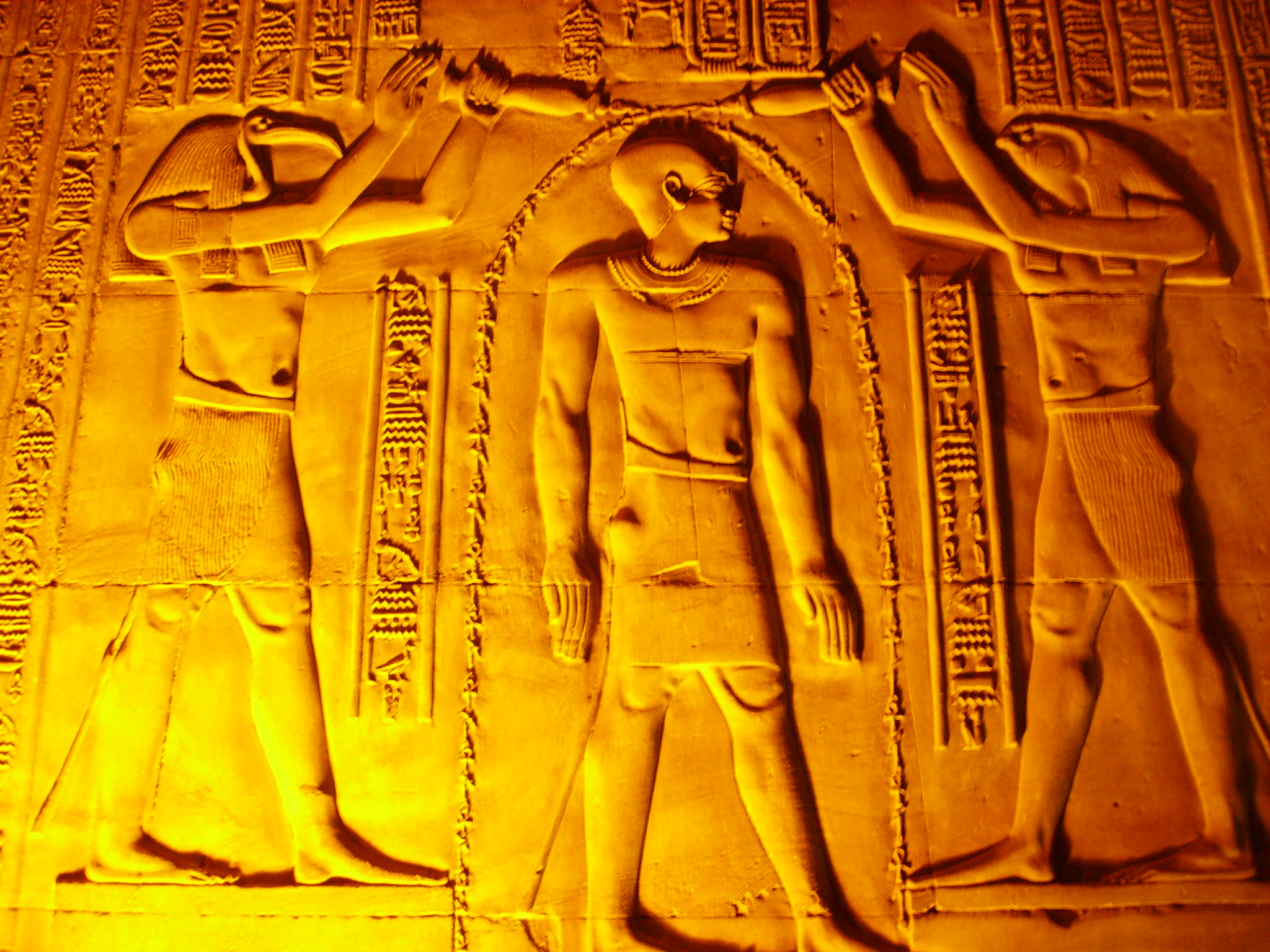
Тот и Хор. Рельеф эпохи Птолемеев в Ком-Омбо
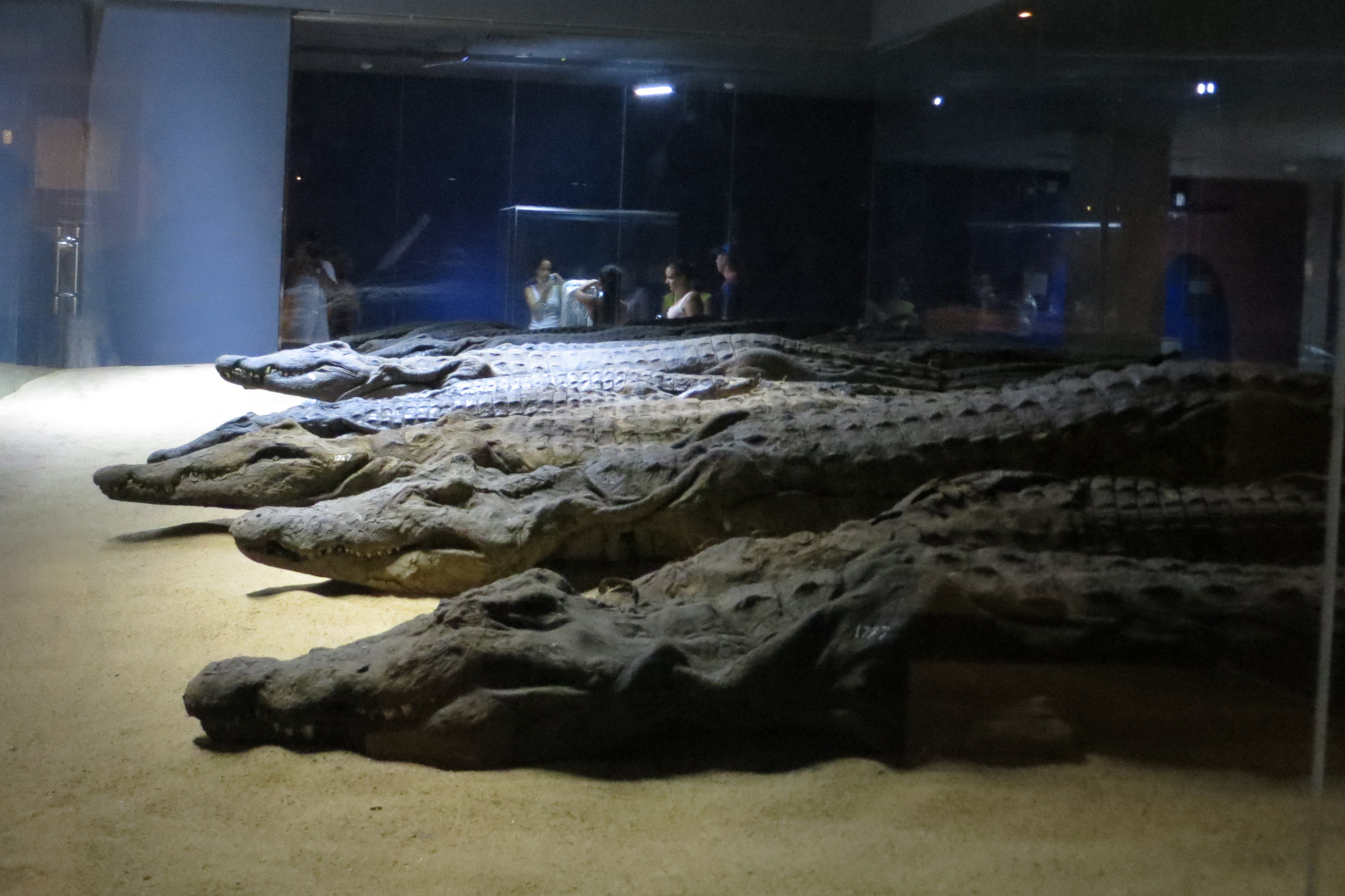
Мумии крокодилов в музее Ком-Омбо
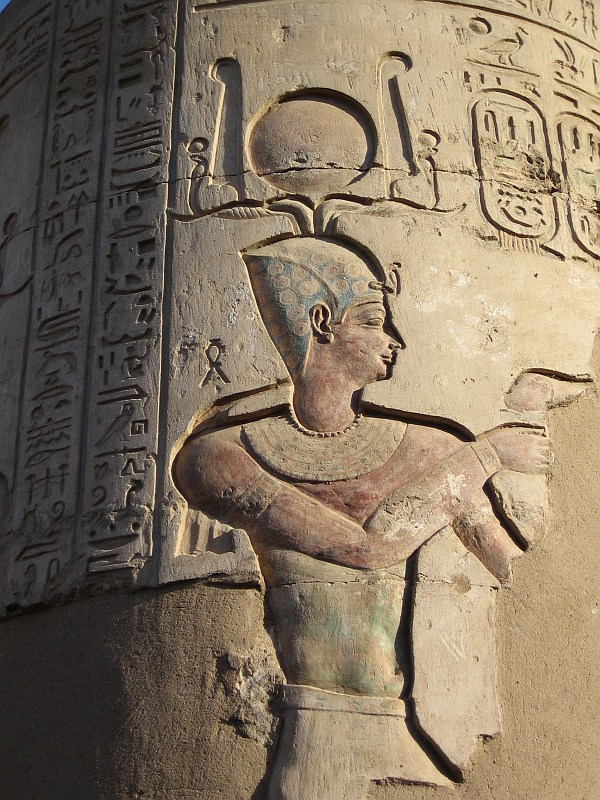
Рельеф в храме Ком-Омбо